# Lloyd Alexander
Lloyd Chudley Alexander, (30 de enero de 1924 - 17 de mayo de 2007) fue un escritor estadounidense, autor de más de cuarenta libros, en su mayoría novelas de fantasía para niños y adolescentes, además de algunos libros para adultos. Su contribución más famosa a la literatura fue la serie de novelas de fantasía Las Crónicas de Prydain (The Chronicles of Prydain). Sus dos primeros tomos fueron llevados al cine por la compañía Disney en su película The Black Cauldron (1985).

## Biografía
Alexander nació en Filadelfia, Pensilvania, en 1924 y pasó su infancia en los suburbios de Drexel Hill. Su padre era un corredor de bolsa y su familia se vio muy afectada por la Gran Depresión. Según Alexander sus padres nunca fueron ávidos lectores y que solo compraban del Ejército de Salvación “para llenar los estantes”.
Se graduó de la Upper Darby High School en 1940, a los 15 años decidió ser escritor. Buscando aventuras se alistó en la marina estadounidense durante la Segunda Guerra Mundial. Después asistió a la Universidad de París donde conoció a Janine Denni, con quien se casaría en 1946.
Murió el 17 de mayo de 2007, dos semanas después de la muerte de su esposa. Sus restos reposan en el Arlington Cementery Co. Su hija, Madeline Khalil murió en 1990.

## Obra
Lloyd Alexander escribió muchos libros tanto para niños, adolescentes y adultos. Pero su obra más famosa y reconocida es la saga de cinco partes “Crónicas de Prydain”, basada en la mitología galesa de la época de los celtas. La saga transcurre en la mágica tierra de Prydain y sigue las andanzas de un joven muchacho llamado Taran (que es nombrado porquero pero su sueño es convertirse en un gran héroe) y sus amigos.
Los dos primeros libros de la saga sirvieron como base para hacer la película de Disney The Black Cauldron (Taron y el Caldero Mágico).